# Hemisodorcus donckieri hangpui
Hemisodorcus donckieri hangpui es una subespecie de coleóptero de la familia Lucanidae.

## Distribución geográfica
Habita en China.